# Araguari
Araguari é um município brasileiro no interior do estado de Minas Gerais, Região Sudeste do país. Localiza-se no Triângulo Mineiro e ocupa uma área de cerca de 2 730 km², sendo que 35 km² estão em perímetro urbano. Sua população foi estimada em 117 808 habitantes em 2022.

## Etimologia
A razão do nome da cidade é controversa. De acordo com  Rios (1988), refere-se a araguari, (Aratinga leucophthalmus), pássaro muito comum na região. Uma outra hipótese indica o significado da palavra como  "rio da terra das araras". Já segundo Costa , o nome araguá-r-y  significa 'água ou rio da baixada dos papagaios'.

## História
A história de Araguari começa no século XIX, em meados de 1888. Os bandeirantes chegaram a região onde hoje está situada a cidade. Começou como vila depois passou a ser cidade, começou com cerca de 5.000 habitantes segundo historiadores, mas em cerca de dez anos a população teve um salto de 5.000 habitantes para 25.201 habitantes, com contribuição das ligações ferroviárias. Na década de 1930, Araguari se destaca como uma das poucas cidades brasileiras com mais de 40.000 habitantes. A cidade originou-se da vila de Brejo Alegre, denominação possivelmente alusiva a a um córrego local. Ao adquirir o estatuto de cidade (Lei 3591 de 28 de agosto de 1888) passou a chamar-se Araguari.

## Geografia

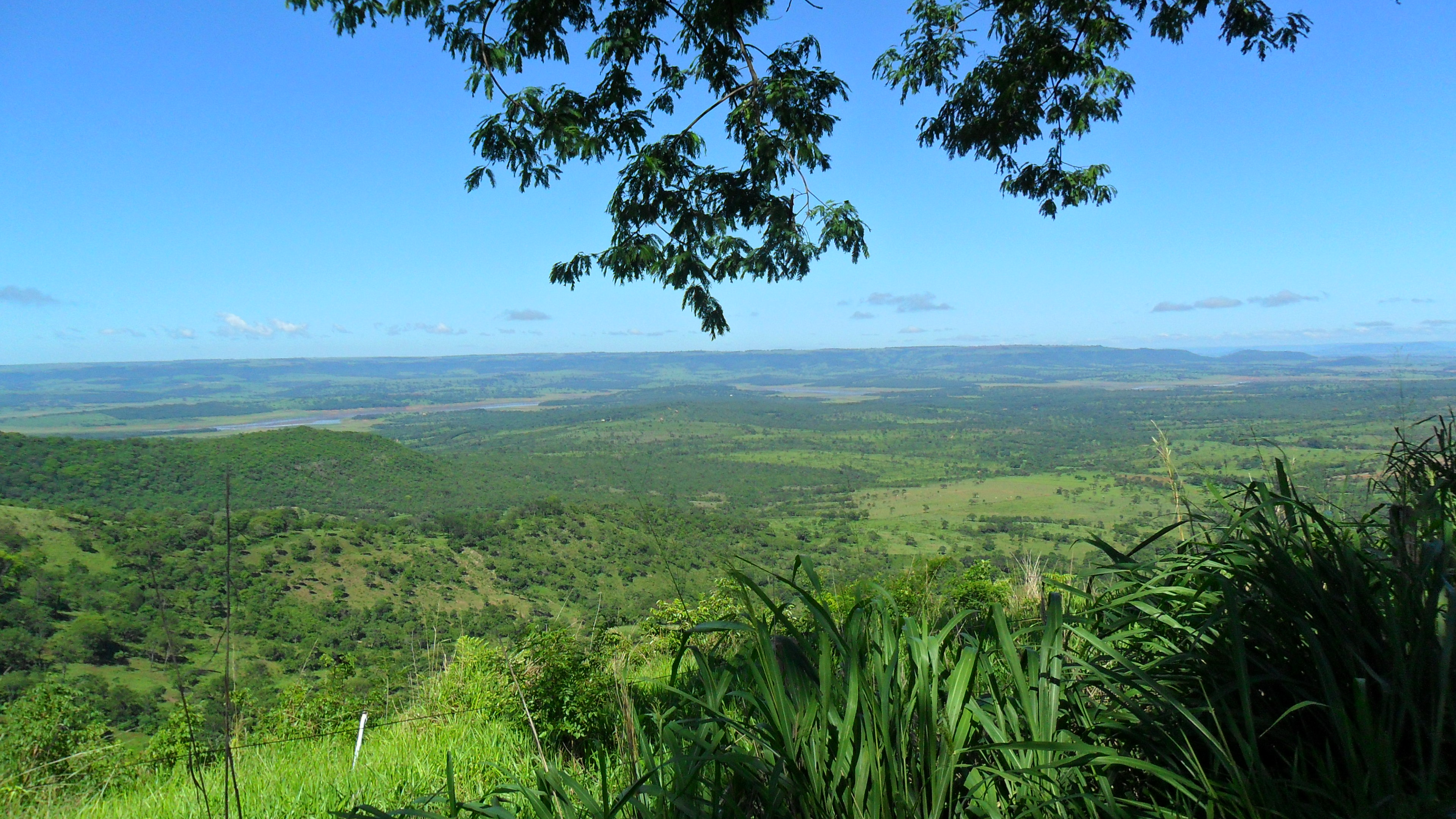
Paisagem rural em Araguari

De acordo com a divisão regional vigente desde 2017, instituída pelo IBGE, o município pertence às Regiões Geográficas Intermediária e Imediata de Uberlândia.
Está localizado na região sudeste do Brasil e na região nordeste do Triângulo Mineiro, junto do rio Jordão, um afluente do Rio Paranaíba, a uma altitude que varia entre 940 e 1.087 metros.  
O clima predominante é o tropical de altitude, com uma estação chuvosa (de outubro a abril), e outra seca (de maio a setembro). O verão é relativamente quente, com abundância de chuvas, sendo dezembro o mês mais chuvoso. Já no inverno, as precipitações não ocorrem, ou ocorrem de forma rara, sendo Agosto o mês mais seco. Em certos anos, nos meses de outono e inverno, é possível observar algumas vezes a ocorrência de geada nas áreas rurais. 

## Economia
Araguari está posicionada em local estratégico no eixo São Paulo-Brasília e interligada a todo o território nacional por meio de rodovias ou ferrovias. A cidade também está localizada em um ponto estratégico de escoamento da produção do Centro-Oeste para São Paulo.

### Turismo
O município integra o Circuito Turístico do Triângulo Mineiro.

## Cultura
Desde 2018, Araguari abriga a primeira Ludoteca da região do Triângulo Mineiro, uma iniciativa da Table Games. Com uma coleção de mais de 180 jogos de tabuleiro, o espaço é oferecido como recurso educacional complementar para estudantes de escolas e faculdades locais. Através dos jogos, os estudantes podem reforçar valores como o respeito mútuo e aprimorar habilidades como o raciocínio matemático. Empresas da região também fazem uso da Ludoteca para eventos corporativos, visando desenvolver competências como concentração, trabalho em equipe e socialização entre seus colaboradores.